# Distanza interpupillare

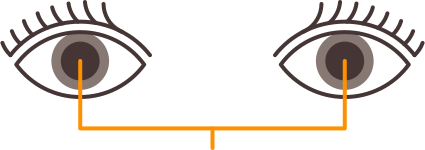
Distanza pupillare

La distanza interpupillare è una misura del nostro apparato visivo, utilizzata soprattutto in ambiente oftalmico e oculistico. Viene misurata generalmente in millimetri, e valuta la distanza tra i due centri della pupilla dell'occhio destro e sinistro. Serve per poter costruire in modo accurato, in base all'individuo, gli occhiali da vista con le adeguate specifiche. Nel caso, è necessario stabilire le due singole distanze monoculari, rispetto ad un punto centrale di riferimento, come ad esempio l'osso del naso.   

## Variazione
Nell'essere umano, tale distanza varia notevolmente in base alla morfologia e alla conformazione del cranio e sicuramente alla crescita dell'individuo. Nei neonati è solitamente inferiore che negli adulti, dove può trovare valori estremi tra 45 e 80 mm circa, ma molti strumenti professionali riportano tolleranze meccaniche più limitate (ideali per adulti e bambini), tra 48 e 75 mm. I valori medi sono intorno a 65 mm per l'uomo e a 62 mm per la donna, ma i valori medi non sono molto utili per tutti gli altri, se non per costruire ad esempio, occhiali da lettura a basso costo, tendenzialmente inadeguati per tutti gli individui fuori dalla media. Generalmente è sconsigliato utilizzare occhiali costruiti per valori di distanza interpupillare diversa dalla nostra, poiché i muscoli tendono a far assumere posizioni innaturali e fastidiose, col tempo anche dannose. 
La stessa distanza individuale, viene influenzata (circa del 10%) se stiano guardando oggetti vicini o lontani. Il valore massimo si può misurare osservando oggetti all'infinito, come la Luna e le stelle, mentre quello minimo, osservando oggetti a pochi centimetri di distanza dal naso. Per questo e per altri motivi, gli occhiali da lettura sono diversamente costruiti dall'ottico, rispetto agli occhiali per la guida degli autoveicoli. E anche il binocolo, che sfrutta la visione binoculare, è uno strumento che deve poter regolare facilmente la corretta distanza pupillare per ogni individuo.     

## Misura
Esistono diversi metodi per la misurazione della distanza interpupillare. Le più accurate avvengono durante le visite oculistiche, tramite strumentazione professionale come il forottero, l'interpupillometro o pupillometro  stereo, oppure col righello PD, ecc. Ma è possibile trovare valori accurati anche con metodi più "casalinghi" (se eseguiti con cura) e non per questo meno precisi o efficaci. 
Un altro metodo consiste nel tagliare due strette fessure (verticali?) in due cartoncini separati, tenerli uniti e allineati guardando un oggetto posto lontano con entrambi gli occhi, ciascun occhio attraverso la corrispondente fessura, a questo punto si fanno scorrere i due cartoncini orizzontalmente, fino ad avere la visione corretta. La distanza fra le fessure sarà la vostra distanza interpupillare.

## Nel mondo
Negli individui con dolicocefalia indotta (tipica degli antichi egizi e degli aztechi) o congenita, si hanno crani "schiacciati", ovverosia lunghi e stretti, con distanze interpupillari inferiori alla media. Nei soggetti con mesocefalia (la stragrande maggioranza dei popoli indoeuropei), al contrario, le distanze interpupillari sono tipicamente superiori o di poco inferiori al valore medio (qualche millimetro). Diversa è la brachicefalia, i cui soggetti hanno distanze interpupillari superiori alla media. In questi casi di parla di ipertelorismo interpupillare.  